# 大阪 (小惑星)
大阪（おおさか、7434 Osaka）は小惑星帯に位置する小惑星。群馬県大泉町のアマチュア天文家小林隆男が発見した。
日本の大阪市から命名された。